# Macroglossum vacillans
Macroglossum vacillans là một loài bướm đêm thuộc họ Sphingidae, chi Macroglossum.